# Nalut (districte)
El districte de Nalut (àrab: شعبية نالوت, xaʿbiyya Nālūt) és un dels actuals vint-i-dos districtes de Líbia. Posseeix com a capital a la ciutat de Nalut. Comparteix fronteres internacionals amb Tunísia, més específicament amb les governacions de Tataouine i Médenine. El 2006 tenia 93.224 habitants.